# Taalbeheersing
Taalbeheersing is naast een algemene term ('het vermogen om zich uit te drukken in één of meer talen') ook een specifieke vakterm voor de wetenschappelijke studie van het effectieve gebruik van taal oftewel communicatiekunde. Een beoefenaar van het vak taalbeheersing wordt een 'taalbeheerser' genoemd.

## Algemeen
Taalbeheering in de algemene betekenis begint met taalverwerving. Drop en De Vries (1974) maken het bekende onderscheid tussen productieve en receptieve taalbeheersing. Bij productieve taalbeheersing gaat het om het vermogen om je eigen ideeën onder woorden te brengen, zodat anderen dit begrijpen. Bij receptieve taalbeheersing gaat het om het vermogen om uit de woorden van iemand anders, diens ideeën te reconstrueren.
De taalbeheersing of communicatiekunde als academische discipline richt zich behalve op deze cognitieve processen ook op zaken als tekstlinguïstiek, dat wil zeggen op sociale en structurele aspecten van tekstanalyse, tekstontwerp en de mondelinge en schriftelijke communicatie. Deze studie is een brede hoofdrichting binnen de neerlandistiek, waarin voornamelijk de sociale en structurele aspecten van de Nederlandse taal binnen een bepaalde context onderzocht worden. Het onderzoek naar taalbeheersing richt zich meer specifiek op de studie van spreek- en schrijfprocessen. Hierbij wordt bijvoorbeeld onderzocht hoe tekstfenomenen worden gerealiseerd en geïnterpreteerd.
Taalbeheersing wordt als wetenschappelijke discipline wel gerekend tot de toegepaste taalwetenschap en is verwant aan disciplines als contrastieve taalkunde, lexicografie, pragmatiek en taalplanning. In vroegere tijden werd taalbeheersing onderwezen als welsprekendheid of retorica. Tegenwoordig wordt binnen het vak taalbeheersing vooral onderzoek gedaan naar communicatieprocessen. Men is deze studie ook communicatiekunde gaan noemen.

## Geschiedenis
De oorsprong van de leer van de taalbeheersing kan worden gezocht in de retorica, de leer van het effectief spreken en schrijven en de kunst van het overtuigen. In het oude Griekenland was het voor politici, juristen en redenaars van groot belang om de retorica goed te beheersen. De retorica stond dan ook centraal in het onderwijs dat aan zonen van welvarende families gegeven werd. De Sofisten waren hierin gespecialiseerd.
Ten tijde van de Romeinse Republiek kreeg de retorica vooral aandacht van de bekende redenaar, jurist, filosoof en politicus Cicero, van wie vele redevoeringen bewaard zijn gebleven. Later, in het Romeinse Keizerrijk, was de noodzaak van de welsprekendheid voor de politiek van minder belang. Toch was het een belangrijk vak, vooral voor juristen.
De academische studie van het fenomeen taalbeheersing is in Nederland aan het eind van de 18e eeuw begonnen met Matthijs Siegenbeek, die in 1797 werd aangesteld als hoogleraar "Nederlandse taal- en letterkunde, welsprekendheid en vaderlandse geschiedenis" aan de Universiteit van Leiden. Min of meer tegelijkertijd werd Everwinus Wassenbergh aan de Universiteit van Franker aangesteld als hoogleraar "Nederduitsche welsprekendheid". In 1815 kreeg Barthold Henrik Lulofs een vergelijkbare aanstelling aan de Rijksuniversiteit Groningen. In de tweede helft van de negentiende eeuw gingen de taalkundigen aan de universiteit zich steeds meer op de Nederlandse taal- en letterkunde concentreren en kwijnde de retorica weg.
Pas eind jaren zestig van de twintigste eeuw kwam de leer van de welsprekendheid terug aan de universiteit, onder de naam taalbeheersing omdat men de opleiding Nederlandse taal- en letterkunde maatschappelijk relevanter wilde maken. Veel afgestudeerden kwamen in die tijd in het middelbaar onderwijs terecht. Voor hen werd een speciale afstudeerrichting taalbeheersing bij het vak Nederlands opgezet. Het onderzoek richtte zich op de vraag, hoe je middelbare scholieren beter kunt leren lezen en schrijven. In 1969 werd taalbeheersing een officieel vak aan de universiteit en werd Willem Drop aangesteld als hoogleraar in de Nederlandse taalbeheersing aan de Rijksuniversiteit Utrecht. In de jaren tachtig gingen de afgestudeerde studenten taalbeheersing meer als communicatieprofessional aan het werk, en werd meer onderzoek gedaan in die richting bijvoorbeeld naar beleidsrapporten, reclameteksten en toespraken van politici. Met deze omslag werd het vak dan ook vaker communicatiekunde genoemd.

## Onderwerpen van de taalbeheersing

### Niveaus van taalbeheersing
Taalbeheersing is een belangrijk onderdeel van het taalonderwijs op de basisschool en de middelbare school en van de studie Nederlands als tweede taal (NT2). Voor dit laatste zijn zelfs expliciet niveaus van taalbeheersing gedefinieerd, waarbij vijf niveaus worden onderscheiden:
1. Taalbeheersing op een zeer elementair niveau
2. Taalbeheersing op een niveau, dat iemand zich minimaal kan redden in de Nederlandse samenleving en in staat is tot het volgen van een assistent-opleiding in het secundair beroepsonderwijs.
3. Taalbeheersing op dit niveau, dat iemand kan deelnemen aan een basisberoepsopleiding in het secundair beroepsonderwijs.
4. Taalbeheersing op het niveau, dat iemand kan deelnemen aan een vakopleiding, middenkader- of specialistenopleiding van het secundair beroepsonderwijs of aan het hoger beroepsonderwijs en aan het wetenschappelijk onderwijs.
5. Taalbeheersing op het niveau waarop iemand de Nederlandse taal vloeiend en bijna accentloos beheerst.

### Deelonderwerpen
Onderwerpen van de academische vakken taalbeheersing en communicatiekunde zijn:
- Argumentatie : de interdisciplinaire studie van hoe de mens door logisch redeneren tot conclusies komt die gebaseerd zijn op premissen.
- Conversatie : mondelinge communicatie tussen ten minste twee personen; in geval van één persoon spreekt men van een monoloog of een toespraak.
- Communicatieleer : studie van de menselijke communicatie bestudeert in al haar vormen en in verschillende contexten.
- Retorica: leer van het effectief spreken en schrijven en de kunst van het overtuigen.
- Taalvaardigheid : is het vermogen om bewust taal toe te passen.
- Tekstbegrip : de vaardigheid om tekstinformatie te verwerken van woord- en zinsniveau tot alinea's en de tekst als geheel.[11]
- Tekstontwerp : studie van de ontwerp van tekst naar inhoud, structuur, stijl en vormgeving.[12]
- Tekstproductie : het proces van ideeënvorming, verzamelen, selecteren, schrijven en schrappen tot publiceren van teksten.
- Verhaalanalyse : technieken om de structuur van verhalen te ontleden en deze aldus beter te begrijpen.

De studie van taalbeheersing kan zich ook bezighouden met bijvoorbeeld de coherentierelaties tussen talige uitingen, maar ook met het surfgedrag van mensen met een stoornis. Aangezien attitude-analyses erg populair zijn bij taalbeheersers, wordt de hoofdrichting ook weleens als sociale wetenschap beschouwd.

### Bijzondere docenten en hoogleraren
Hoogleraren
- Antoine Braet
- Willem Drop
- Frans van Eemeren
- Cees de Glopper[13]
- Rob Grootendorst
- Paul van den Hoven
- Ted Sanders[14]
- Peter Jan Schellens
- Willy Smedts
- Wilbert Spooren[15]
- Gerard Steen[16]

Docenten
- Joos Florquin
- Rudolf Geel
- Jan Luitzen

### Studie
Aan de Nederlandse hogescholen en universiteiten bestaan veel talenstudies; met name op de universiteit bestrijken deze naast taalbeheersing ook taalkunde, letterkunde en cultuurkunde. Bijvoorbeeld:
- Radboud Universiteit Nijmegen, Faculteit der Letteren, expertisegroep Taalbeheersing van het Nederlands.[17]
- Rijksuniversiteit Groningen, Faculteit der Letteren, Leerstoelgroep Taalbeheersing van het Nederlands.
- Universiteit Leiden, Faculteit der Geesteswetenschappen, leerstoel Taalbeheersing tot 2008.
- Universiteit Utrecht, Faculteit der Letteren: de disciplinegroep Taalbeheersing en Communicatie.[18]
- Universiteit van Amsterdam, departement Neerlandistiek, capaciteitsgroep Taalbeheersing, argumentatietheorie en retorica.